# Campionat del Món de vela de 2014
El Campionat del Món de vela de 2014 va ser la quarta edició del Campionat del Món de vela, i es va celebrar a Santander (Espanya). Aquest campionat, que engloba totes les categories de la vela esportiva, també va servir com a classificació per als Jocs Olímpics d'Estiu de 2016, celebrats a Rio de Janeiro.

## Resultats

### Medaller
Host nation 
| Posició | País          | Or | Plata | Bronze | Total |
| 1       | França        | 3  | 0     | 1      | 4     |
| 2       | Països Baixos | 2  | 0     | 0      | 2     |
| 3       | Austràlia     | 1  | 1     | 2      | 4     |
| 4       | Nova Zelanda  | 1  | 1     | 0      | 2     |
| 5       | Regne Unit    | 1  | 0     | 3      | 4     |
| 6       | Àustria       | 1  | 0     | 0      | 1     |
| 6       | Brasil        | 1  | 0     | 0      | 1     |
| 8       | Croàcia       | 0  | 2     | 0      | 2     |
| 8       | Dinamarca     | 0  | 2     | 0      | 2     |
| 10      | Argentina     | 0  | 1     | 0      | 1     |
| 10      | Polònia       | 0  | 1     | 0      | 1     |
| 10      | Espanya       | 0  | 1     | 0      | 1     |
| 10      | Suècia        | 0  | 1     | 0      | 1     |
| 14      | Bèlgica       | 0  | 0     | 1      | 1     |
| 14      | Grècia        | 0  | 0     | 1      | 1     |
| 14      | Israel        | 0  | 0     | 1      | 1     |
| 14      | Itàlia        | 0  | 0     | 1      | 1     |

### Medallistes
| Class                | Or                                        | Plata                                                      | Bronze                                          |
| Laser detalls        | Nicholas Heiner (NED)                     | Tom Burton (AUS)                                           | Nick Thompson (GBR)                             |
| Laser Radial detalls | Marit Bouwmeester (NED)                   | Josefin Olsson (SWE)                                       | Evi Van Acker (BEL)                             |
| Men's RS:X detalls   | Julien Bontemps (FRA)                     | Przemyslaw Miarczynski (POL)                               | Thomas Goyard (FRA)                             |
| Women's RS:X detalls | Charline Picon (FRA)                      | Marina Alabau (ESP)                                        | Maayan Davidovich (ISR)                         |
| Men's 470 detalls    | Mathew Belcher (AUS) · William Ryan (AUS) | Sime Fantela (CRO) · Igor Marenic (CRO)                    | Panagiotis Mantis (GRE) · Pavlos Kagialis (GRE) |
| Women's 470 detalls  | Lara Vadlau (AUT) · Jolanta Ogar (AUT)    | Jo Aleh (NZL) · Polly Powrie (NZL)                         | Hannah Mills (GBR) · Saskia Clark (GBR)         |
| 49er detalls         | Peter Burling (NZL) · Blair Tuke (NZL)    | Jonas Warrer (DEN) · Anders Thomsen (DEN)                  | Nathan Outteridge (AUS) · Iain Jensen (AUS)     |
| 49erFX detalls       | Martine Grael (BRA) · Kahena Kunze (BRA)  | Ida Marie Baad Nielsen (DEN) · Marie Thusgaard Olsen (DEN) | Giulia Conti (ITA) · Francesca Clapcich (ITA)   |
| Finn detalls         | Giles Scott (GBR)                         | Ivan Kljakovic Gaspic (CRO)                                | Edward Wright (GBR)                             |
| Nacra 17 detalls     | Billy Besson (FRA) · Marie Riou (FRA)     | Santiago Lange (ARG) · Cecilia Carranza Saroli (ARG)       | Jason Waterhouse (AUS) · Lisa Darmanin (AUS)    |